# Retrat d'una dama en blau
Retrat d'una dama en blau (francès: Portrait de dame en bleu) és una pintura a l'oli sobre llenç realitzat el 1904 pel pintor Paul Cézanne. Es conserva el Ermitage de Sant Petersburg.
El quadre, en el qual el pintor va poder retratar a madame Brémond, la  majordoma de Cézanne, és un dels últims retrats de dones realitzats per ell. La model està vestida amb un vestit blau elegant, recolzada sobre una taula decorada amb brillants colors, en harmonia amb la resta del quadre i amb uns trets en els quals el pintor va posar l'èmfasi.
La pintura de Cézanne, amb els seus tons cridaners i les seves formes aconseguides per mitjà del color, va ser antecessora dels estils fauvista i cubista.
El pintor cubista Fernand Léger va pintar en 1912 una obra amb el mateix títol.